# Santa Face de Cristo (El Greco)
Santa Face de Cristo é uma pequena obra atribuída ao pintor El Greco (1541-1614) que se encontra na capela de D. Maria Pia no Palácio Nacional da Ajuda em Lisboa. É a única obra do pintor em Portugal.